# Muskelfaseratrophie
Als Muskelfaseratrophie bezeichnet man den Schwund (Atrophie) von Zellen der Skelettmuskeln, welche wegen ihrer langgestreckten Form als Muskelfasern bezeichnet werden. Eine Muskelfaseratrophie kann bereits bei Inaktivität oder Ruhigstellung auftreten. Eine Muskelfaseratrophie ist vor allem Folge einer unterbrochenen Nervenversorgung (Denervation), aber auch von Muskelentzündungen (Myositis) und von anderen Muskelkrankheiten (Myopathien). Muskelfaseratrophien können beide oder nur einen Muskelfasertyp betreffen.
| Typ 1                                            | Typ 2                                         |
| ------------------------------------------------ | --------------------------------------------- |
| Myopathie mit selektiver Fasertypendisproportion | Inaktivität, Immobilisation                   |
| Fasertypendisproportion                          | Kachexie, Anorexia nervosa                    |
| Myotone Dystrophie Typ 1                         | paraneoplastisch                              |
| Myotubuläre Myopathie                            | Proximale myotone Myopathie                   |
| Nemalin-Myopathie                                | Myasthenia gravis                             |
| Okulopharyngeale Muskeldystrophie                | Polymyositis, Dermatomyositis                 |
| Spinale Muskelatrophie                           | Hypokalämische periodische Paralyse           |
| Spinozerebelläre Ataxie                          | Steroidmyopathie (Morbus Cushing)             |
| Metachromatische Leukodystrophie                 | Neuromyotonie                                 |
|                                                  | Hypothyreose, Hypothyreose des Hundes         |
|                                                  | Hypoparathyreoidismus, Hyperparathyreoidismus |
|                                                  | Polymyalgia rheumatica                        |
|                                                  | Diabetische Amyotrophie                       |
|                                                  | Vitamin-E-Mangel                              |
|                                                  | Parkinson-Krankheit                           |
|                                                  | Erkrankungen des 1. Motoneurons               |
|                                                  | infantiler Hirnschaden                        |